# 41502 Denchukun
41502 Denchukun este o planetă minoră (asteroid) din centura de asteroizi. A fost descoperită pe 23 august 2000 la Bisei Spaceguard Center⁠(d) de BATTeRS⁠(d). 
Obiectul prezintă o orbită caracterizată de o semiaxă mare de 2,3312111348998 UAi, o excentricitate de 0,27, o înclinație de 5 ° în raport cu ecliptica.